# Radicaal 5
Van de in totaal 214 Kangxi-radicalen heeft radicaal 5 de betekenis tweede (rangtelwoord), vishaak en sikkel. Het is een van de zes radicalen die bestaan uit één streep.
In het Kangxi-woordenboek zijn er 42 karakters die dit radicaal gebruiken.
Radicaal 5, ook wel bekend als 鉤 Gōu (Nederlands: vishaak), is een van de acht principes van het karakter 永 (永字八法 Yǒngzì Bāfǎ) die de basis vormen van de Chinese kalligrafie.

## Karakters met het radicaal 5
| Strepen | Karakter                |
| ------- | ----------------------- |
| + 0     | 乙 乚 乛                |
| + 1     | 乜 九                   |
| + 2     | 乞 也 习                |
| + 3     | 乢 乣 乤 乥             |
| + 4     | 乧                      |
| + 5     | 乨 乩 乪 乫 乬 乭 乮 乯 |
| + 6     | 乱 乲                   |
| + 7     | 乳 乴 乵 乶 乷 乸       |
| + 8     | 乹 乺 乻 乼 乽          |
| + 10    | 乾 乿 亀                |
| + 11    | 亁                      |
| + 12    | 亂 亃 亄                |

Orakelbotkarakter
Bronskarakter
Groot zegelkarakter
Klein zegelkarakter